# Ninetta-Walzer
Ninetta Walzer ist ein Walzer von Johann Strauss Sohn (op. 445). Das Werk entstand in den Jahren 1892 und 1893 und wurde am 21. Januar 1893 in der Wiener Hofburg unter der Leitung von Carl Michael Ziehrer uraufgeführt.

## Einzelnachweis
1. ↑  Quelle: Englische Version des Booklets (Seite 63) der 52 CDs umfassenden Gesamtausgabe der Orchesterwerke von Johann Strauß (Sohn), Hrsg. Naxos (Label). Das Werk ist als zehnter Titel auf der 22. CD zu hören.